# 大陆站
大陆站，位于中华人民共和国黑龙江省鹤岗市南山区大陆街道，是鹤岗铁路和峻德铁路上的火车站，建于1927年，由哈尔滨局集团管辖。2019年8月，利用既有绥佳铁路和鹤岗铁路进行提速扩能改造的佳鹤铁路投入施工，其中新建鹤立至大陆段31.2公里，设计时速200公里，大陆站也同时进行改造扩建。工程于2022年正式完工运营。

## 外部連結
- 中国铁路客户服务中心（页面存档备份，存于）